# Zugarramurdi
Zugarramurdi – gmina w Hiszpanii, w Nawarze, o powierzchni 5,46 km². W 2011 roku gmina liczyła 243 mieszkańców.